# GAKUON!
『GAKUON!』（ガクオン）は、朝日放送テレビ（ABCテレビ）で2017年4月4日にスタートした、毎日早朝に放送するミニ音楽番組。

## 概要
『MUSIC FILE』の後継番組として、ミュージックビデオを紹介し、アーティストのプロフィールや最新情報をテロップ表示で放送。前半パートはJ-POPを中心とした楽曲（海外アーティストの楽曲もオンエアする）、後半パートは演歌・歌謡曲を採り上げている。前半パートの1曲目のMVは、歌詞テロップ表示付きのフルバージョンで放送。
2018年10月放送分より内容を全面リニューアルし、ナレーションをMegpoid・GUMIが担当。おすすめのアーティストだけでなく、JOYSOUNDで配信される話題のカラオケや、コナミの音楽ゲーム・BEMANIシリーズのヒット曲ランキングを紹介している他、番組と音楽配信代行サービスBIG UP!のとの連動企画でミュージックビデオ・オーディションが実施されている。
2019年10月放送分より2度目の番組リニューアルが行われ、ABCラジオ 『下埜正太のショータイムレディオ』→『ABCミュージックパラダイス』金曜日のDJ・下埜正太が新たにMCを務める。
番組は原則1ヶ月間リピート放送される。
また、アパホテルの客室内データ放送『アパデジタルインフォメーション(通称：おもチャンネル)』でも不定期で短縮版が配信されている。

## 出演

### 現在
MC - 下埜正太（FM大阪パーソナリティー、2019年10月 -）

### 過去
ナレーション - Megpoid・GUMI（2018年10月 - 2019年9月、イラストはのう、映像制作はAzyuNが手掛けた）

## 歌詞付きフルバージョンMV
| 年月                 | アーティスト   | 曲名                                    | 備考                                       |
| -------------------- | -------------- | --------------------------------------- | ------------------------------------------ |
| 2017年4月            | ZILCONIA       | 「Compas」                              |                                            |
| 2017年5月            | ゴスペラーズ   | 「Fly me to the disco ball」            |                                            |
| 2017年6月・2018年5月 | F-BLOOD        | 「未来列車」                            |                                            |
| 2017年7月            | ジャニーズWEST | 「おーさか☆愛・EYE・哀」                |                                            |
| 2017年8月            | 高橋優         | 「虹」                                  | 第99回全国高等学校野球選手権大会応援ソング |
| 2017年9月            | 植田真梨恵     | 「REVOLVER」                            |                                            |
| 2017年10月           | 吉澤嘉代子     | 「残ってる」                            |                                            |
| 2017年11月           | SCANDAL        | 「恋するユニバース」                    |                                            |
| 2017年12月           | ジャニーズWEST | 「僕ら今日も生きている」                |                                            |
| 2018年1月・2月・4月  | ザ50回転ズ     | 「新世界ブルース」                      |                                            |
| 2018年3月            | 板野友美       | 「Just as I am」                        |                                            |
| 2018年6月            | AKB48          | 「Teacher Teacher」                     |                                            |
| 2018年7月・8月       | 斉藤和義       | 「Good Luck Baby」 「マディウォーター」 |                                            |
| 2018年9月            | ジャニーズWEST | 「スタートダッシュ!」                   |                                            |

## ヘビーローテーション
| 年月       | アーティスト     | 曲名                                                                              | 備考                                                     |
| ---------- | ---------------- | --------------------------------------------------------------------------------- | -------------------------------------------------------- |
| 2018年10月 | アルスマグナ     | 「フロリダ」                                                                      |                                                          |
| 2018年11月 | 亜沙             | 「黄昏昭和の駅前で」                                                              |                                                          |
| 2018年12月 | 橋幸夫&林よしこ  | 「君の手を」                                                                      |                                                          |
| 2019年1月  | 松岡侑李         | 「Burn!」                                                                         |                                                          |
| 2019年2月  | G.U.M            | 「NIGHT FLAVOR」「ギミナツ」「Time is not…」 「moment〜一生一緒〜」「アイノハナ」 |                                                          |
| 2019年3月  | BAND-MAID        | 「glory」「Bubble」                                                               |                                                          |
| 2019年4月  | HONG¥O.JP        | 「SUPER BANANA」「ourdawn」                                                       |                                                          |
| 2019年5月  | Bigfumi          | 「Trust」「Life」                                                                 |                                                          |
| 2019年6月  | EMMA             | 「あなたのダンスで騒がしい」                                                      | ドラマL『神ちゅーんず 〜鳴らせ!DTM女子〜』挿入歌のカバー |
| 2019年7月  | Double Ace       | 「Plan A/B」                                                                      |                                                          |
| 2019年8月  | Official髭男dism | 「宿命」                                                                          | 第101回全国高等学校野球選手権大会応援ソング              |
| 2019年9月  | 杏沙子           | 「ファーストフライト」                                                            | ドラマL『ランウェイ24』主題歌                            |

## ヘッドライナー
| 年月       | アーティスト       | 備考 |
| ---------- | ------------------ | ---- |
| 2019年10月 | 私立恵比寿中学     |      |
| 2019年11月 | ワンダフルボーイズ |      |
| 2019年12月 | 夜の本気ダンス     |      |
| 2020年1月  | FABLED NUMBER      |      |
| 2020年2月  | ANTENA             |      |
| 2020年3月  | 佐々木李子         |      |
| 2020年4月  | SHOGO              |      |
| 2020年5月  | Iroha              |      |
| 2020年6月  | SPiCYSOL           |      |
| 2020年7月  | 杏沙子             |      |
| 2020年8月  | D.E.F              |      |
| 2020年9月  | ベリーグッドマン   |      |
| 2020年10月 | 花房真優           |      |
| 2020年11月 | MAE                |      |
| 2019年12月 | 優利香             |      |
| 2021年1月  | allatonce          |      |
| 2021年2月  | 北原ゆか           |      |
| 2021年3月  | THE GAME SHOP      |      |
| 2021年4月  | sankara            |      |
| 2021年5月  | 落合渉             |      |
| 2021年6月  | chuLa              |      |
| 2021年7月  | TAKAMICHI          |      |
| 2021年8月  | jon-YAKITORY       |      |
| 2021年9月  | ハナフサマユ       |      |

## プッシュアーティスト
| 年月       | アーティスト         | 備考 |
| ---------- | -------------------- | ---- |
| 2021年10月 | MEM she9 all at once |      |
| 2021年11月 | WITHDOM              |      |

## ミュージックビデオ・オーディション
2019年5月より第1弾の募集開始。その後、番組と音楽配信代行サービスBIG UP!との連動企画に変わり、2019年7月より第2弾となる第1回の募集開始。応募条件は著作権未登録かつ未配信のオリジナル楽曲で、楽曲・イラスト・動画の放送許諾が可能なもの。BIG UP!公式サイト内オーディションページから応募することになっている。当選曲は番組で1ヶ月間オンエアされ、BIG UP!から各配信ストアへ配信される。
第1弾のみ応募条件は以下のとおりで、番組公式Twitterにダイレクトメールで応募することになっていた。
- 現在、権利関係がフリーの楽曲（株式会社エー・ビー・シーメディアコムに楽曲の著作権管理の委託が可能な楽曲）
- 楽曲・イラスト・動画の放送許諾が可能なもの

| 回    | オンエア年月   | 曲名・アーティスト                                        |
| ----- | -------------- | --------------------------------------------------------- |
| 第1弾 | 2019年8月・9月 | ナナイロ「lamp」 xilinx「さよなら、またね」               |
| 1     | 2019年10月     | CORE OF ZERO「MAKE ME REAL」 MINAMIS「SUNRISE」           |
| 1     | 2019年11月     | 東京木曜楽団「おやすみ」 坂田穂乃花「気持ちのかくれんぼ」 |
| 2     | 2019年12月     | 未遂ドロップス「市営住宅」                                |
| 2     | 2020年1月      | アイスカルフ「good night, sheep」                         |
| 3     | 2020年2月      | ラパンテット「ドラマチック」                              |
| 3     | 2020年3月      | イズミフミ「ダイキライダヨベイビーボーイ」                |

## スタッフ
- 制作：エー・ビー・シーメディアコム